# Kanton Saint-Quentin-3
Kanton Saint-Quentin-3 (fr. Canton de Saint-Quentin-3) je francouzský kanton v departementu Aisne v regionu Hauts-de-France. Tvoří ho 8 obcí a část města Saint-Quentin. Kanton vznikl v roce 2015.

## Obce kantonu
- Castres
- Contescourt
- Gauchy
- Grugies
- Harly
- Homblières
- Mesnil-Saint-Laurent
- Neuville-Saint-Amand
- Saint-Quentin (část)